# زندگی جای دیگری است
زندگی جای دیگری است فیلمی به کارگردانی منوچهر هادی و نویسندگی بابک کایدان، پدرام کریمی و منوچهر هادی و تهیه‌کنندگی سید امیر سیدزاده محصول سال ۱۳۹۲ است.این فیلم در بخش مسابقه سی و دومین جشنواره فیلم فجر پذیرفته شد.

## بازیگران
- حامد بهداد
- نیکی کریمی
- یکتا ناصر
- پارسا پیروزفر
- رضا بهبودی
- خسرو امیرصادقی